# Flugunfall einer Iljuschin Il-18 der United Arab Airlines bei Assuan
Der Flugunfall einer Iljuschin Il-18 der United Arab Airlines bei Assuan ereignete sich auf einem internationalen Charterflug der United Arab Airlines von Dschidda nach Assuan am 20. März 1969. Die Maschine stürzte 1.120 Meter vor der Landebahn des Flughafens Assuan zu Boden, wobei 100 der 105 Insassen ums Leben kamen.

## Maschine
Das Flugzeug war eine Iljuschin Il-18D aus sowjetischer Produktion. Die Maschine mit der Werknummer 188011301 und der Modellseriennummer 113-01 war erst zweieinhalb Wochen zuvor, am 4. März 1969, fabrikneu an United Arab Airlines ausgeliefert worden und hatte in diesem Zuge das Luftfahrzeugkennzeichen SU-APC erhalten.  Das viermotorige Langstrecken-Passagierflugzeug war mit vier Turboproptriebwerken des Typs Iwtschenko AI-20K ausgestattet. Bis zum Zeitpunkt des Unfalls hatte die Maschine eine Gesamtbetriebsleistung von nur 128 Betriebsstunden absolviert.

## Insassen
Den Flug auf dem betroffenen Flugabschnitt hatten 98 Passagiere angetreten, es befand sich zudem eine siebenköpfige Besatzung an Bord der Maschine.

## Unfallhergang
Der Start der Maschine und der Flug in Richtung Assuan verliefen zunächst ohne besondere Vorkommnisse, am Unfalltag wurde jedoch die Sicht durch einen Sandsturm beeinträchtigt. Anstelle von zehn Kilometern betrug die Sichtweite an diesem Tag nur zwei bis drei Kilometer. Die Maschine hatte bereits zwei Fehlanflüge auf das Ungerichtete Funkfeuer von Assuan unternommen und führte den dritten Anflug durch, als sie plötzlich nach rechts rollte. Die rechte Tragfläche streifte 1.120 Meter vor der Landebahnschwelle den Boden. Die Tragfläche brach daraufhin ab und die Maschine stürzte zu Boden und geriet in Brand. Von den 105 Insassen kamen 100 ums Leben.

## Ursache
Die Unfalluntersuchung ergab, dass der Pilot die Maschine unter die Sicherheitsflughöhe hatte sinken lassen, ohne die Landebahn in Sicht zu haben. Als beitragender Faktor wurde eine Übermüdung der Besatzung angegeben, die stundenlang im Dienst war, ohne ausreichende Ruhephasen gehabt zu haben.